# 2049
Rok 2049 (MMXLIX) gregoriánského kalendáře začne v pátek 1. ledna a skončí v pátek 31. prosince.

## Předpokládané a naplánované události
- 15. března – 100. výročí vzniku společnosti 20th Television
- V Macau vyprší po 50 letech systém nazývaný Jedna země, dva systémy